# 拉夫里基夫齊
49°39′5″N 25°4′20″E / 49.65139°N 25.07222°E
拉夫里基夫齊（羅馬化：Lavrykivtsi）是烏克蘭的村落，位於該國西部捷爾諾波爾州，由捷尔诺波尔区負責管轄，始建於1494年，面積0.11平方公里，2001年該村落人口130。